# Bokashi (impression)
Pour les articles homonymes, voir Bokashi (homonymie).

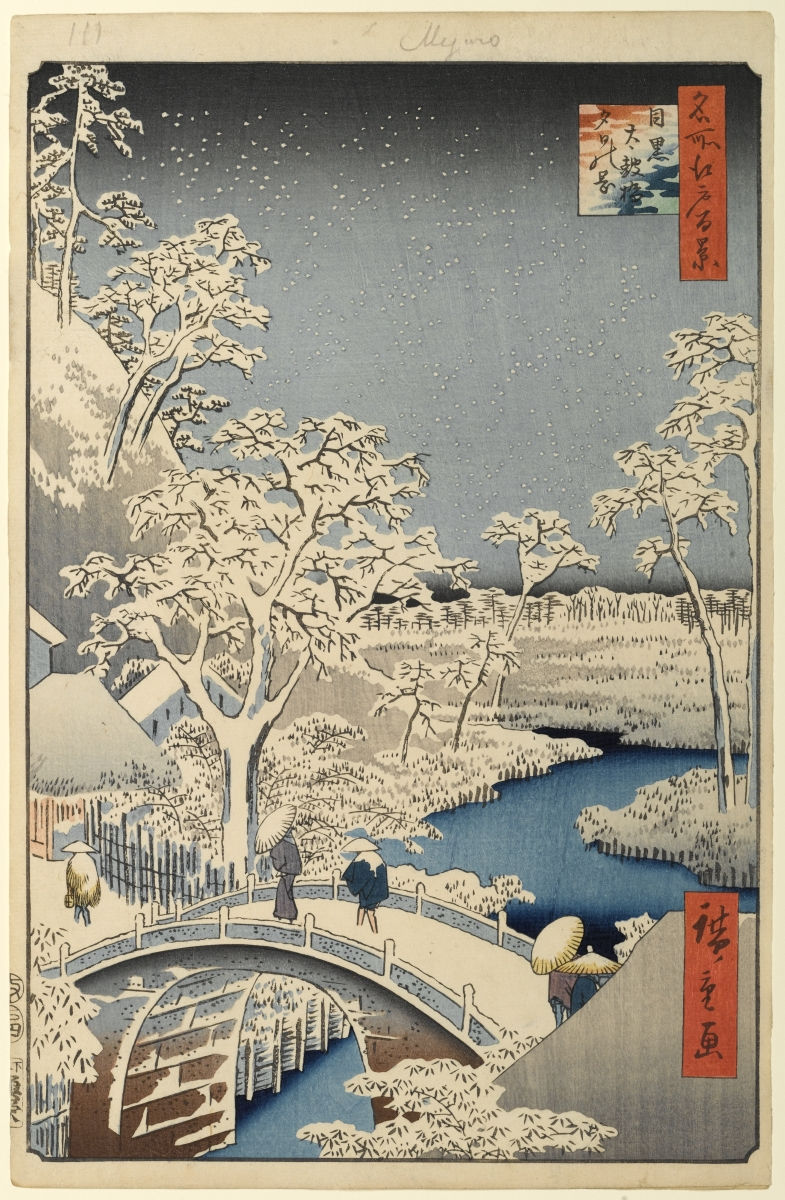
Sur cette estampe, Hiroshige utilise la technique du bokashi dans l'eau, sur l'horizon, au sommet de l'image et dans le cartouche carré.

Le bokashi (ぼかし) est une technique utilisée dans l'impression d'estampes sur bois, qui consiste à faire varier la clarté ou l'obscurité d'une seule couleur en appliquant manuellement une gradation d'encre sur une planche d'impression humide, plutôt que d'encrer uniformément le bloc. Cette pratique doit être répétée pour chaque feuille à imprimer.
Il s’agit d’une technique traditionnelle originaire du Japon qui a été développé pendant la période ukiyo-e d'Edo (1615–1868) au Japon. Elle est souvent associée au mouvement artistique ukiyo-e et à ses représentations en couleur de courtisanes, d'acteurs et de lieux célèbres.
Les exemples les plus connus de bokashi se retrouvent dans les ombrages d'une couleur, souvent utilisés par Hiroshige sur des estampes de paysages pour représenter le ciel en haut de l'estampe.